# 图马思特
图马思特（Thrustmaster）是一家美国公司，主打產品為个人电脑和家用遊戲機的控制杆、遊戲手柄和方向盘。該公司成立於1990年的俄勒岡州希尔斯伯勒 。